# Greater Than One
Greater Than One var ett engelskt band inom elektronisk dansmusik grundat 1985 av det äkta paret Lee Newman och Michael Wells. De gav ut musik under flera olika alias. Sedan Newman gick bort 1995 har Wells fortsatt att ge ut musik under några av aliasen.
Till gruppens alias hör: Tricky Disco, GTO, John + Julie, Church of Extacy, Signs of Chaos, T.D.5, Salami Brothers, Killout Squad, Technohead och L.E.D.. Wells har också gett ut musik under namnen The Man och S.O.L.O.

## Historik
Paret träffades 1985 vid Royal College of Art i London. Tillsammans bildade de gruppen Greater Than One och gav ut sitt första album, Kill the Pedagogue, på kassett. De gav ut ytterligare fyra album mellan 1987 och 1990.
Runt 1990 började gruppen att använda flera olika alias. Anledningen var dels att få mer press, dels att kunna ge ut musik i olika genrer på olika skivbolag. Deras första framgång kom med trancelåten Pure, samt låten Tricky Disco under aliaset Tricky Disco. De gav ut singeln Double Happiness som John and Julie. 1993 kom albumet Tip of the Iceberg, utgivet som GTO, och 1995 gavs Headsex ut under namnet Technohead.
På Headsex fanns gruppens mest framgångsrika låt, I Wanna Be A Hippie. Till den spelades det in en musikvideo där tre technofans jagar en hippie med upblåsbara hammare. Newman dog den 4 augusti 1995 i hudcancer några månader innan låten slog; den blev etta på flera listor i bland annat Tyskland och Belgien.

## Diskografi

### Greater Than One
- Lay Your Penis Down (1985)
- Kill the Pedagogue (1985)
- All the Masters Licked Me (1987)
- Trust (1987)
- Dance of the Cowards (1988)
- London (1989)
- G-Force (1989)
- Index EP (1991)
- Duty + Trust (inspelad 1987/1988; utgiven 1991)

### GTO
- Tip of the Iceberg (1993)

### Church of Extacy
- Technohead (1993)

### Technohead
- Headsex (1995)
- I Wanna Be A Hippy (1996)
- Banana-na-na - DumB DiddY DumB (1996)

### Signs Ov Chaos
- Frankenscience (Urban Cyberpunk) (1996)

### The Man
- Phunk Box (1997)

### Signs of Chaos
- Departure (1998)

### S.O.L.O.
- Out Is In (1999)